# Літинецька сільська рада
Літинецька сільська рада (до 2016 року — Літинська) — колишній орган місцевого самоврядування у Літинському районі Вінницької області з адміністративним центром у с. Літинка.

## Населені пункти
Сільській раді підпорядковані населені пункти:
- с. Літинка
- с. Яблунівка

## Склад ради
Рада складалася з 12 депутатів та голови.

## Керівний склад сільської ради
| ПІБ                     | Основні відомості                                                         | Дата обрання | Дата звільнення |
| ----------------------- | ------------------------------------------------------------------------- | ------------ | --------------- |
| Холява Микола Дмитрович | Сільський голова, 1965 року народження, освіта, член народної партії      | 26.03.2006   | 31.10.2010      |
| Холява Микола Дмитрович | Сільський голова, 1965 року народження, освіта вища, член народної партії | 31.10.2010   |                 |

Примітка: таблиця складена за даними джерела